# Salvador Bermúdez de Castro y Díez
Salvador Bermúdez de Castro y Díez (Jerez de la Frontera, 6 de agosto de 1817-Roma, 23 de marzo de 1883), fue un poeta, historiador, político y diplomático español.

## Biografía
Se instaló en Madrid en 1837 tras doctorarse en leyes por la Universidad de Sevilla. Se dio a conocer en el Liceo y el Ateneo, colaboró en la prensa periódica y fundó El Iris (febrero-noviembre de 1841), donde publicó numerosos artículos, así como su notable estudio sobre Antonio Pérez.
A partir de 1842 se consagró fundamentalmente a su labor de hombre público, y ocupó la secretaría de la jefatura política (gobierno civil) de Toledo, después, ya como cesante de esta plaza alcanzó el puesto de secretario cuarto de la Primera Secretaría del Despacho de Estado, y llegó a ser el primer titular oficial de la Secretaría del Consejo de Ministros, creada por decreto de 9 de diciembre de 1843 (Gaceta de Madrid, núm. 3377, 13 de diciembre) y adscrita al Despacho de Estado, que ocupaba quien también era flamante presidente del Consejo, Luis González Bravo. 
También ejerció como diplomático siendo atraído por el partido moderado que trataban de instaurar nuevamente una monarquía en México, fungió ministro plenipotenciario en México (1845 a 1847), donde conspiró junto con Ramón María Narváez, para transformar ese estado en una monarquía borbónica. La reina Isabel II le otorgó el marquesado de Lema (1858).

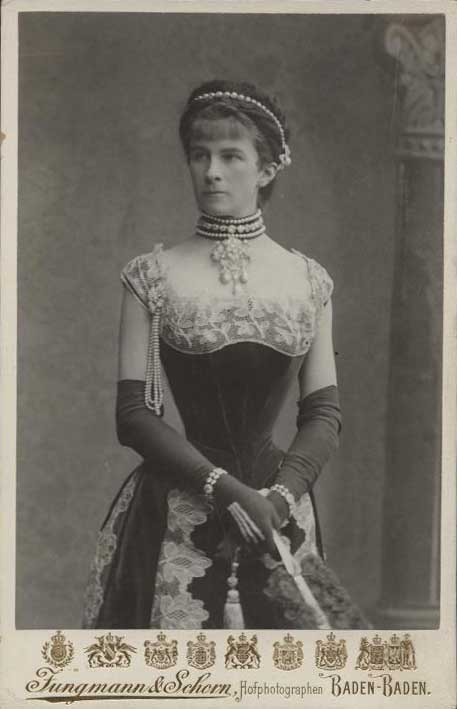
Matilde Ludovica de Baviera.

En Nápoles fue embajador ante las Dos Sicilias (1853-1864). El rey Francisco II de las Dos Sicilias le otorgó los ducados de Ripalda (1859) y de Santa Lucía (1860), este último por su participación en la defensa de Gaeta. Fue en Nápoles donde conoció a la que sería su gran amor, Matilde Ludovica de Baviera, con la que tuvo a su única hija adulterina María Salvadora Bermúdez de Castro y Díez nacida en Roma, en la Villa Farnesina el 20 de enero de 1864. Tras su nacimiento Salvador crio a su hija, que había enviado a Brighton tras su nacimiento y a la que Matilde Ludovica no volvió a ver jamás, adoptándola formalmente en 1879. Entre tanto, fue embajador en París (1865), renunció en 1866 y se afincó en Roma donde vivía Matilde Ludovica, tras haberse separado ya de su marido.
Fue senador vitalicio de 1864 a 1868. Salvador falleció en Roma junto a Matilde. Fue hermano del también político Manuel Bermúdez de Castro y Díez y tío de Salvador Bermúdez de Castro y O'Lawlor, heredero de los títulos de marqués de Lema y duque de Ripalda. Ambos parientes llegaron a ser ministros de la Corona.

## Carrera política

### Contexto histórico
La relación entre México y España, después de la independencia, era casi inexistente. España no reconoció a México como país independiente puesto que Fernando VII aún albergaba esperanza en recuperar su más preciada colonia. Tras quince años de intentos fallidos, por fin es reconocida como independiente en el año 1836. A pesar de los problemas los ministros plenipotenciarios reanudaron las relaciones entre estas naciones.
El primer ministro en México fue Ángel Calderón de la Barca (1839-1841) retomó las relaciones con el ministro de relaciones exteriores en México y, debido a su gran astucia diplomática, generó un antecedente nunca antes visto de confianza entre estos dos puestos. Más tarde, el ministro Salvador Bermúdez (1845-1847) utilizó esta confianza para llevar a cabo un plan para convertir a México en una Monarquía con un rey español.
Un gran reto para México era la situación de Texas. Debido al expansionismo estadounidense el territorio de Texas poco a poco fue invadido por estadounidenses, que llegaron a superar en número a los residentes mexicanos. Texas buscó primero su independencia de México y, posteriormente, la anexión a los Estados Unidos. Esto provocó que la relación entre México y Estados Unidos se volviera muy precaria y difícil de conllevar desembocando posteriormente en la intervención estadounidense. Aunado a esto se encontraba el problema de la deuda exterior ya que fue muy costoso para México luchar por la independencia, mantenerla y hacer funcionar el país.

### Llegada a México

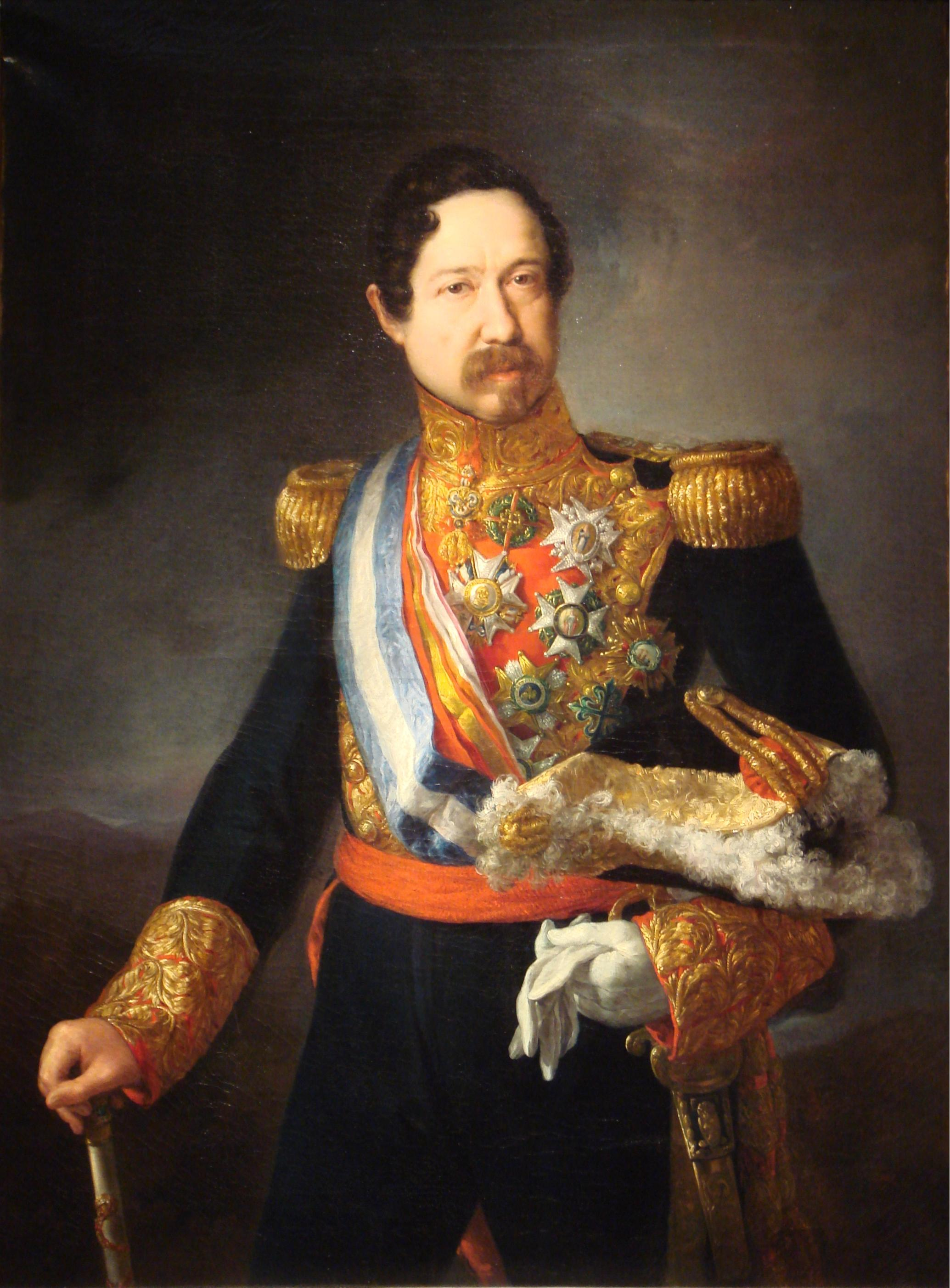
Ramón María de Narváez por Vicente López Portaña (Musée de la Légion d'honneur, París).

Isabel II, al ascender al trono en noviembre de 1843 con tan solo trece de años de edad, mostró una preferencia hacía el partido moderado. En mayo de 1844 un gabinete presidido por el general Ramón María Narváez. El partido moderado, al superar el periodo de la regencia de Espartero, empezaba a formar la idea de una monarquía en México. Francisco Martínez de la Rosa, primer secretario del Despacho del Estado, nombró a Bermúdez de Castro ministro de Bélgica, sin embargo este no ejerció el cargo ya que el presidente del Consejo de Ministros (jefe del Gobierno español que retenía el poder ejecutivo), el general Ramón María Narváez, tenía otros planes para Bermúdez. El plan de Narváez era enviar Bermúdez a México como ministro plenipotenciario para restaurar la monarquía siendo este apto para la tarea dado su carisma como lo menciona el diplomático Juan Valera:

...se pensó seriamente en apoderarse de México y en fundar allí un trono para un príncipe español. Al efecto, habíamos enviado a aquella república, como representante de España, a un joven diplomático, hábil, atrevido y algo poeta, de quien como tal se ha hablado ya en otro lugar de esta historia. El diplomático conspirador era don Salvador Bermúdez de Castro, de cuya fácil y persuasiva palabra, ameno trato, afables modales y hasta simpática figura, se esperaba mucho para ganar voluntades y allegar elementos de éxito de nuestro plan."

Llegó a La Habana el 19 de enero de 1845, a Veracruz el 28 de febrero del mismo año y siendo recibido en la Ciudad de México, su destino final, el 5 de marzo por el cónsul general Pedro Pascual de Oliver y españoles de alto rango. A pesar de su reciente llegada se ocupó de diversos temas que eran de interés español. Uno de los temas más relevantes era Texas y su deseo de anexarse a Estados Unidos el cual México deseaba evitar a toda costa. Luis Gonzaga Cuevas, secretario de relaciones exteriores, proponía tener 30 000 soldados listos para la guerra y junto con la presión internacional de España, Francia e Inglaterra se lograría evitar esta anexión. Bermúdez siendo menos optimista aconsejó a Cuevas dado que sabía los problemas de reunir un ejército sin preparación, lo duro que era el camino a Texas y, además, conocía que Francia e Inglaterra estaban dispuestos a detener el apetito expansionista de los Estados Unidos, sin embargo, no aceptarían entrar en una guerra. Francia e Inglaterra no comprometerían sus intereses y comercios que tenían en América, la situación era mucho más complicada de lo que parecía y no debería precipitar sus acciones. Tras el anuncio por parte de Texas de su deseo de unirse a los Estados Unidos violando los tratados preliminares de paz entre México y Texas, Bermúdez se reúne con el ministro de relaciones exteriores y con los ministros de Francia e Inglaterra para comenzar los preparativos hacia una guerra inminente.

### Plan Monárquico

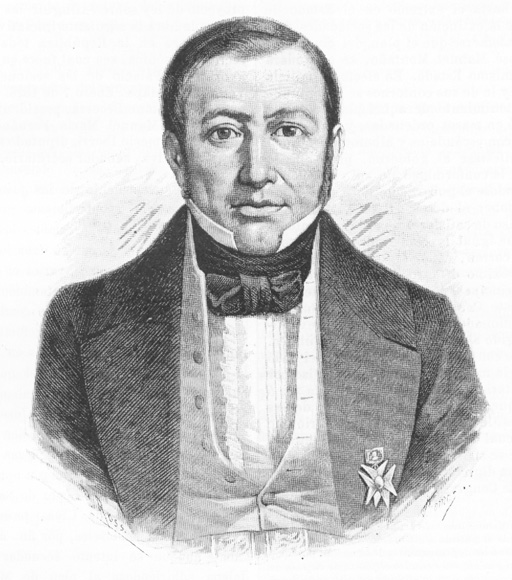
Mariano Paredes y Arrillaga.

Para cumplir con su cometido en México se alía con Mariano Paredes y Arrillaga el cual pone a su disposición su ejército, que está en San Luis Potosí, y su lealtad. Ricos comerciantes y el alto clero que están cansados de la inseguridad y saqueos a los que son expuestos se comprometen a apoyar a Bermúdez. Paredes asegura que los departamentos del norte se aliarán con la causa dada su situación hostil con los indios salvajes si se les promete ayuda. Más tarde se une al plan Lucas Alamán el cual consigue apoyos por parte de los más conservadores y dueños de tierras.

...el general Paredes se ha comprometido al fin a trastornar las instituciones republicanas y a levantar una monarquía, poniendo en el trono a un príncipe o princesa de la sangre real de España. Disponiendo de un ejército numeroso, y con cuya obediencia ciega cuenta, seguro de las opiniones de sus oficiales, quería marchar sobre México desde San Luis (Potosí), y esperaba mis órdenes para ello... Le he dicho que conviene no apresurarse todavía; porque es preciso dar el golpe sobre seguro; he detenido su impaciencia, porque quiero aún más elementos de los que existen; quiero sobre todo un pretexto razonable de rompimiento."

La situación del ejército de Mariano Paredes era precaria. Más de 10,000 soldados en San Luis Potosí con falta de dinero y con escasos recursos necesarios para mantener a tal número de soldados. Debido a esto el general quería dar el golpe de Estado lo más pronto posible, sin embargo Bermúdez y Alamán deciden postergar el ataque hasta estar más seguros de la victoria.
El ejército estadounidense entra a México por Luisiana en diciembre de 1845 en busca de un pretexto para iniciar una guerra formal. Avanzan a dentro del territorio Mexicano "sin saber que lo hacen". El presidente José Joaquín de Herrera decide mandar a Paredes junto con su ejército para defender la frontera. Ante tal situación Paredes decide iniciar la insurrección con la cual, en vez de dirigirse hacia la frontera, se dirige a la Ciudad de México para derrocar a Herrera. El 31 de diciembre entra triunfante a la Ciudad de México Paredes tras la renuncia del presidente Herrera. Sin embargo, ahora se enfrentaba a un problema mayor: la intervención estadounidense. El plan de volver a una monarquía quedaría en espera. Tras meses de indecisión por parte del presidente Mariano Paredes y Arrillaga sobre a quien apoyar; a los federalistas o al grupo que quería la monarquía. Si apoyaba a los federalistas, él sabía que su periodo como presidente tendría calma interna y así podría concentrarse en la guerra contra Estados Unidos así como recibir apoyo federal ya que estos empezaron a tomar fuerza militar en los últimos meses. Si apoyaba a Salvador Bermúdez de Castro representaría un peligro para la estabilidad nacional, sin embargo, podía realizar lo que en realidad anhelaba que era una Monarquía Borbónica. 
La misma indecisión hizo que el plan fracasara ya que generó un gran desprestigio a su persona y al plan. Bermúdez de Castro no apareció en el panorama de los sospechosos que querían secretamente cambiar a la monarquía y por lo tanto siguió con su cargo reportando a la Primera Secretaría del Despacho del Estado en España hasta agosto del 1847.

## Obra poética
Poeta perteneciente al Romanticismo, de la escuela de Gabriel García Tassara. Autor de Antonio Pérez, secretario de estado del Rey Felipe II: estudios históricos (1841). Compuso también, para la Galería de españoles célebres contemporáneos de Vicente de Lalama, la biografía de D. Manuel Montes de Oca, Madrid, 1842. De ideología conservadora, planteó sin embargo temas sociales y tuvo inquietudes religiosas que expresó en poemas como "La duda", uno de los más famosos que escribió. En 1840 publicó sus Ensayos poéticos, una muy corta colección de versos donde domina la desolación y el escepticismo, fruto, según él, de una sociedad caótica sin fe ni esperanza. Creó la "bermudina", una estrofa consistente en dos cuartetos de endecasílabos con finales agudos (11-, 11A, 11A, 11B'; 11-, 11C, 11C, 11B').